# Alloeochaete ulugurensis
Alloeochaete ulugurensis är en gräsart som beskrevs av Kabuye. Alloeochaete ulugurensis ingår i släktet Alloeochaete och familjen gräs. Inga underarter finns listade i Catalogue of Life.